# Hettagonahalli, Nagamangala
Hettagonahalli là một làng thuộc tehsil Nagamangala, huyện Mandya, bang Karnataka, Ấn Độ.